# Longgang Shan
Longgang Shan är en bergskedja i Kina. Den ligger i provinsen Jilin, i den nordöstra delen av landet, omkring 210 kilometer sydost om provinshuvudstaden Changchun.
Genomsnittlig årsnederbörd är 1 137 millimeter. Den regnigaste månaden är juli, med i genomsnitt 304 mm nederbörd, och den torraste är januari, med 12 mm nederbörd.